# Шахтёр (футбольный клуб, Свердловск)
«Шахтёр» (укр. ПФК «Шахтар») — украинский футбольный клуб из Свердловска Луганской области. Выступает во Второй лиге Украины. Участие команды в соревнованиях приостановлено до окончания боевых действий в Луганской области. 30 июня 2014 года все футболисты клуба получили статус свободных агентов и покинули расположение команды.

## Прежние названия
- 1939—1959: «Шахтёр»
- 1960—1966: «Авангард»
- с 1967: «Шахтёр»

## Выступления в чемпионате и Кубке Украины
| 1995/96   | 2 «Б»                                     | 18                                        | 38                                        | 5                                         | 4                                         | 29                                        | 24                                        | 37                                        | 19                                        |                                           |                                           |                                           |                                           |
| 1996-2007 | Участвовал в чемпионате Луганской области | Участвовал в чемпионате Луганской области | Участвовал в чемпионате Луганской области | Участвовал в чемпионате Луганской области | Участвовал в чемпионате Луганской области | Участвовал в чемпионате Луганской области | Участвовал в чемпионате Луганской области | Участвовал в чемпионате Луганской области | Участвовал в чемпионате Луганской области | Участвовал в чемпионате Луганской области | Участвовал в чемпионате Луганской области | Участвовал в чемпионате Луганской области | Участвовал в чемпионате Луганской области |
| 2007/08   | 2 «Б»                                     | 5                                         | 34                                        | 20                                        | 6                                         | 8                                         | 46                                        | 27                                        | 66                                        | 1/64                                      |                                           |                                           |                                           |
| 2008/09   | 2 «Б»                                     | 8                                         | 34                                        | 12                                        | 13                                        | 9                                         | 31                                        | 22                                        | 49                                        | 1/64                                      |                                           |                                           |                                           |

## Достижения
- Чемпион Луганской области (2): 2005, 2006
- Чемпион Украины среди любительских коллективов (1): 2006

## Главные тренеры
- Дмитрий Кара-Мустафа (2003—2009)